# フィゾスチグミン
フィゾスチグミン(英: physostigmine)とは、可逆的アセチルコリンエステラーゼ阻害剤のひとつであり、副交感神経興奮作用を示すアルカロイドで、カーバメート類に属する。ナイジェリアのカラバル一帯で種子の抽出液を神明裁判に用いてきたマメ科のカラバルマメ（Physostigma venenosum）から1864年にJ. JobstとO. Hesseにより発見・命名された。カラバルマメの現地名にちなみ、エゼリン（Eserine）とも呼ばれている。
1935年にアメリカのパーシー・ラヴォン・ジュリアン（Percy Lavon Julian）とJosef Piklにより初めて化学合成された。
フィゾスチグミンはアセチルコリンの代謝に干渉することにより、間接的にニコチン受容体とムスカリン受容体を刺激する。二級アミンと三級アミンを有し、脂質バリアを通過できる。体内ではエステラーゼによって加水分解され失活する。
現在では、類縁体のネオスチグミン、リバスチグミンが医薬品として用いられている。また、この成分を参考にして、多種類の農薬（カーバメート系殺虫剤）が開発された。
アガサ・クリスティのカーテンにフィゾスチグミンを用いた殺人が行われる。